# 1868
- Wikisource

| Calendário gregoriano                                                        | 1868 MDCCCLXVIII                    |
| Ab urbe condita                                                              | 2621                                |
| Calendário arménio                                                           | 1317 – 1318                         |
| Calendário bahá'í                                                            | 24 – 25                             |
| Calendário budista                                                           | 2412                                |
| Calendário chinês                                                            | 4564 – 4565 Início a 25 de janeiro  |
| Calendário copta                                                             | 1584 – 1585                         |
| Calendário etíope                                                            | 1860 – 1861                         |
| Calendários hindus - Vikram Samvat - Calendário nacional indiano - Cáli Iuga | 1923 – 1924 1789 – 1790 4968 – 4969 |
| Calendário Holoceno                                                          | 11868                               |
| Calendário islâmico                                                          | 1285 – 1286                         |
| Calendário judaico                                                           | 5628 – 5629                         |
| Calendário persa                                                             | 1246 – 1247 Início a 20 de março    |
| Calendário rúnico                                                            | 2118                                |
| Calendário solar tailandês                                                   | 2411                                |

1868 (MDCCCLXVIII, na numeração romana) foi um ano bissexto do actual Calendário Gregoriano e as suas letras dominicais foram E e D (53 semanas), teve início a uma quarta-feira e terminou a uma quinta-feira.
| Ano completo                           |
| -------------------------------------- |
| Ano bissexto com início à quarta-feira |

## Eventos
- Em Portugal, elevação a cidade da vila de Santarém.
- O jovem imperador Mutsuhito anuncia uma política de "modernização" do Japão, dando início á chamada Era Meiji.

- Descoberto o hélio
- Joseph Louis Gay-Lussac e L. J. Thenard descobrem o boro

### Janeiro
- 4 de Janeiro - António José de Vila, marquês de Vila e Bolama, substitui Joaquim António de Aguiar como primeiro-ministro de Portugal.

### Fevereiro
- 19 de fevereiro - Guerra do Paraguai: a Passagem de Humaitá foi uma operação naval em que uma força naval brasileira força a passagem sob fogo da artilharia paraguaia da fortaleza de Humaitá.

### Março
- 23 de março - Guerra do Paraguai: após dois anos impedindo o progresso das forças aliadas, o forte paraguaio de Curupaiti é tomado pelas forças lideradas pelo comandante-em-chefe do Exército brasileiro no Paraguai, o então Marquês de Caxias.

### Outubro
- 10 de outubro - Cuba declara sua independência.

### Novembro
- 3 de novembro - Eleições Presidenciais nos Estados Unidos. O Republicano e ex-general da União Ulysses S. Grant é eleito Presidente dos Estados Unidos com maioria dos votos derrotando o Democrata e Governador do Estado de Nova York Horatio Seymour.

### Dezembro
- 6 de dezembro - Guerra do Paraguai: Ocorre a Batalha de Itororó entre cinco mil paraguaios e treze mil brasileiros comandados pelo então marquês de Caxias.
- 11 de dezembro - Guerra do Paraguai: tropas brasileiras derrotam o Paraguai na Batalha de Avaí.
- 24 de dezembro - Guerra do Paraguai: os três novos comandantes da Tríplice Aliança (o brasileiro Luís Alves de Lima e Silva, o argentino Gelly y Obes e o uruguaio Enrique Castro) enviam uma intimação a Solano López para que se renda.

## Nascimentos
- 9 de janeiro - Søren Peder Lauritz Sørensen, químico dinamarquês (m. 1939)
- 17 de janeiro - Louis Couturat, matemático francês, criador da língua artificial Ido (m. 1914)
- 18 de janeiro - Huo Yuan Jia, lutador e artista chinês (m.1910).
- 8 de fevereiro - Lionel Walter Rothschild, zoólogo britânico (m. 1937)
- 26 de fevereiro - Venceslau Brás, presidente do Brasil (m. 1966)
- 13 de março - António Homem de Melo de Macedo, advogado, poeta, escritor e empresário jornalista português (m. 1947).
- 1 de abril - Edmond Rostand, poeta e dramaturgo francês (m. 1918).
- 7 de abril - Sarmento Leite, médico e professor brasileiro (m. 1935)
- 19 de abril - Paul Percy Harris, advogado estadunidense (m. 1947).
- 22 de abril - José Viana da Mota, compositor português (m. 1948)
- 18 de maio - Nicolau II Romanov, último czar Russo. (m. 1918)
- 4 de julho - Henrietta Leavitt, astrônoma estado-unidense (m. 1921).
- 10 de julho - Padre João Batista Reus, sacerdote jesuíta em processo de beatificação (m. 1947).
- 20 de julho - José Félix Uriburu,  presidente da Argentina de 1930 a 1932 (m. 1932).
- 13 de agosto - António Lobo de Almada Negreiros, jornalista, escritor colonialista, ensaísta e poeta português (m. 1939).
- 22 de setembro - Cairbar de Souza Schutel, farmacêutico, político, orador e escritor espírita brasileiro (m. 1938).
- 4 de outubro - Marcelo Torcuato de Alvear, presidente da Argentina de 1922 a 1928 (m. 1942).
- 7 de novembro - Delfim Moreira, presidente do Brasil (m. 1920)
- 10 de novembro - Gichin Funakoshi, criador do estilo Shotokan de Karatê (m.1957).
- 25 de novembro - Ernesto Luís de Hesse-Darmstadt, grão-duque de Hesse-Darmstadt (m. 1937)
- 5 de dezembro - Arnold Sommerfeld, físico alemão (m. 1951).
- 7 de dezembro - Theodor Schwann, biólogo alemão (m. 1882)
- 9 de dezembro - Padre Himalaya, cientista e inventor português (m. 1933).
- 18 de dezembro - Santino Maria da Silva Coutinho, bispo brasileiro. (m. 1939)

## Mortes
- 11 de fevereiro - Jean Bernard Léon Foucault, físico e astrônomo francês (n. 1819).
- 29 de fevereiro - Luís I da Baviera (n. 1786).
- 26 de setembro - August Ferdinand Möbius, matemático alemão (n. 1790).
- 8 de março - Jonathas Abbott, médico brasileiro (n. 1796).

## Por tema
- 1868 na arte
- 1868 no Brasil
- 1868 na ciência
- 1868 no desporto
- 1868 no jornalismo
- 1868 na literatura
- 1868 na música
- 1868 no teatro